# Conus zapatosensis
El Conus zapatosensis es una especie de caracol de mar, un molusco gasterópodo marino en la familia Conidae, los caracoles cono y sus aliados.
Estos caracoles son depredadores y venenosos. Son capaces de «picar» a los seres humanos y seres vivos, por lo que debe ser manipulado con cuidado o no hacerlo en absoluto.

## Distribución
La Conus zapatosensis se limita a la zona central y sur de Filipinas, con un dudosamente informe de un espécimen de Singapur. Su localización geológica se encuentra cerca de la isla Zapatos, Negros, Filipinas. Los paratipos son de Marinduque y Burias Straight.